# カッフェ・フローリアン
座標: 北緯45度26分03秒 東経12度20分17秒 / 北緯45.4343度 東経12.338度

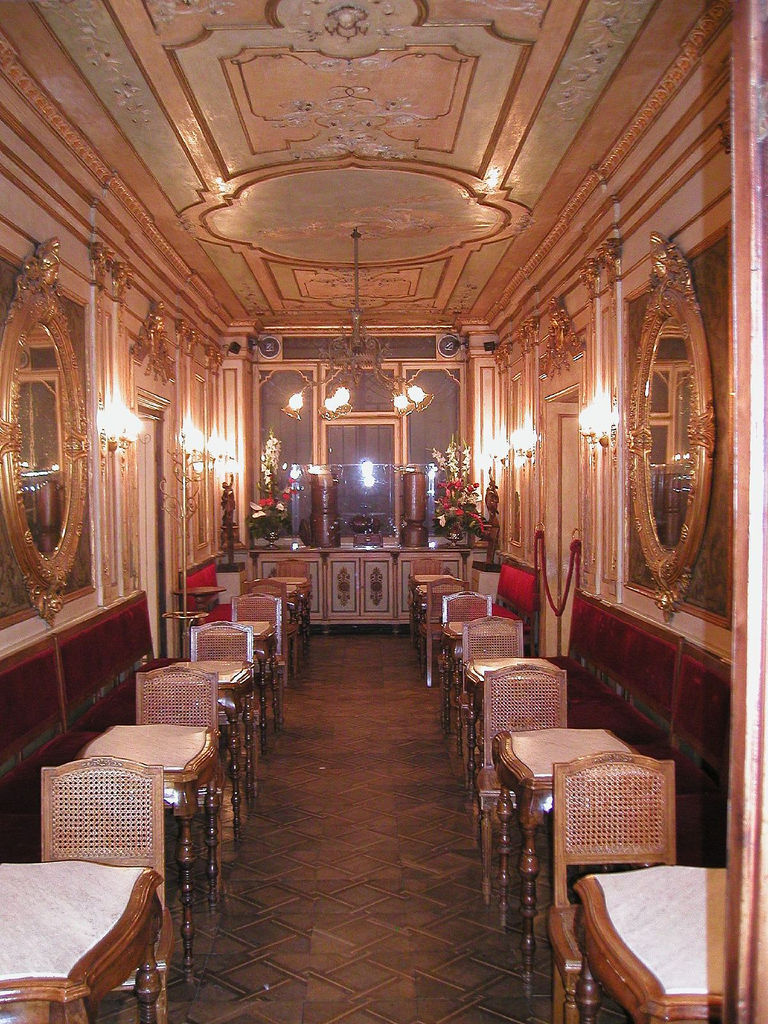
カッフェ・フローリアンの内装

カッフェ・フローリアン (Caffè Florian) はイタリア・ヴェネツィアのサン・マルコ広場にある、ヴェネツィアに現存する最も古いカフェ。カフェ・ラッテの発祥店として有名。

## 概要
1720年12月29日サン・マルコ広場南側の新行政館の回廊に創業し、現在も同じ場所で営業している。
アッラ・ヴェネツィア・トリオンファンテ (Alla Venezia Trionfante) と名付けられたが、現在では創業者であるフロリアーノ・フランチェスコーニ (Floriano Fracesconi) の名をとって、フローリアンと呼ばれる。
向かい側の回廊には、1775年創業のカッフェ・クアードリ (Caffè Quadri) がある。

## カフェに訪れた歴史的な著名人
- カルロ・ゴルドーニ
- ヨハン・ヴォルフガング・フォン・ゲーテ
- ジャコモ・カサノヴァ
- ジョージ・ゴードン・バイロン
- マルセル・プルースト
- チャールズ・ディケンズ
- ガスパロ・ゴッツィ

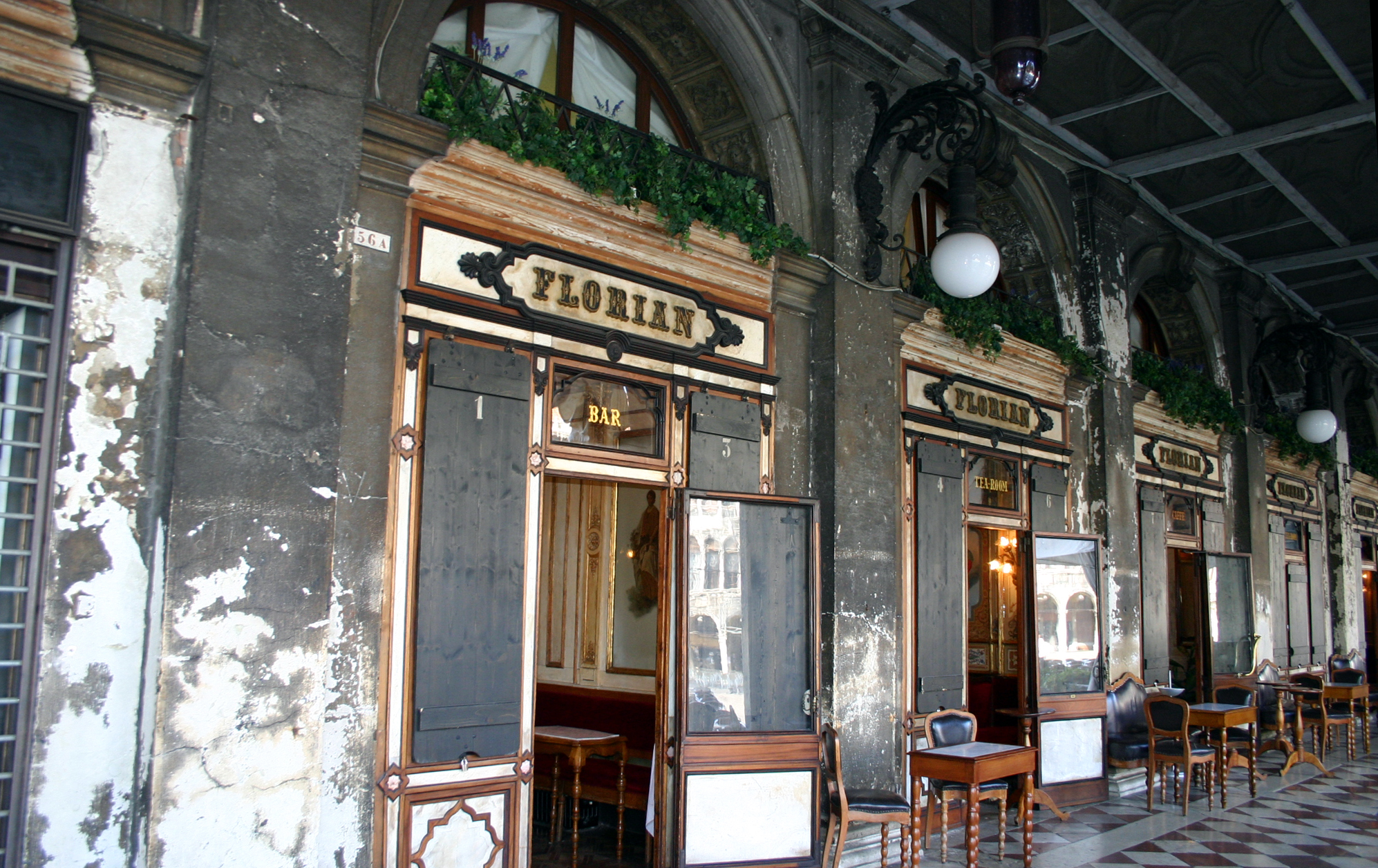
外装
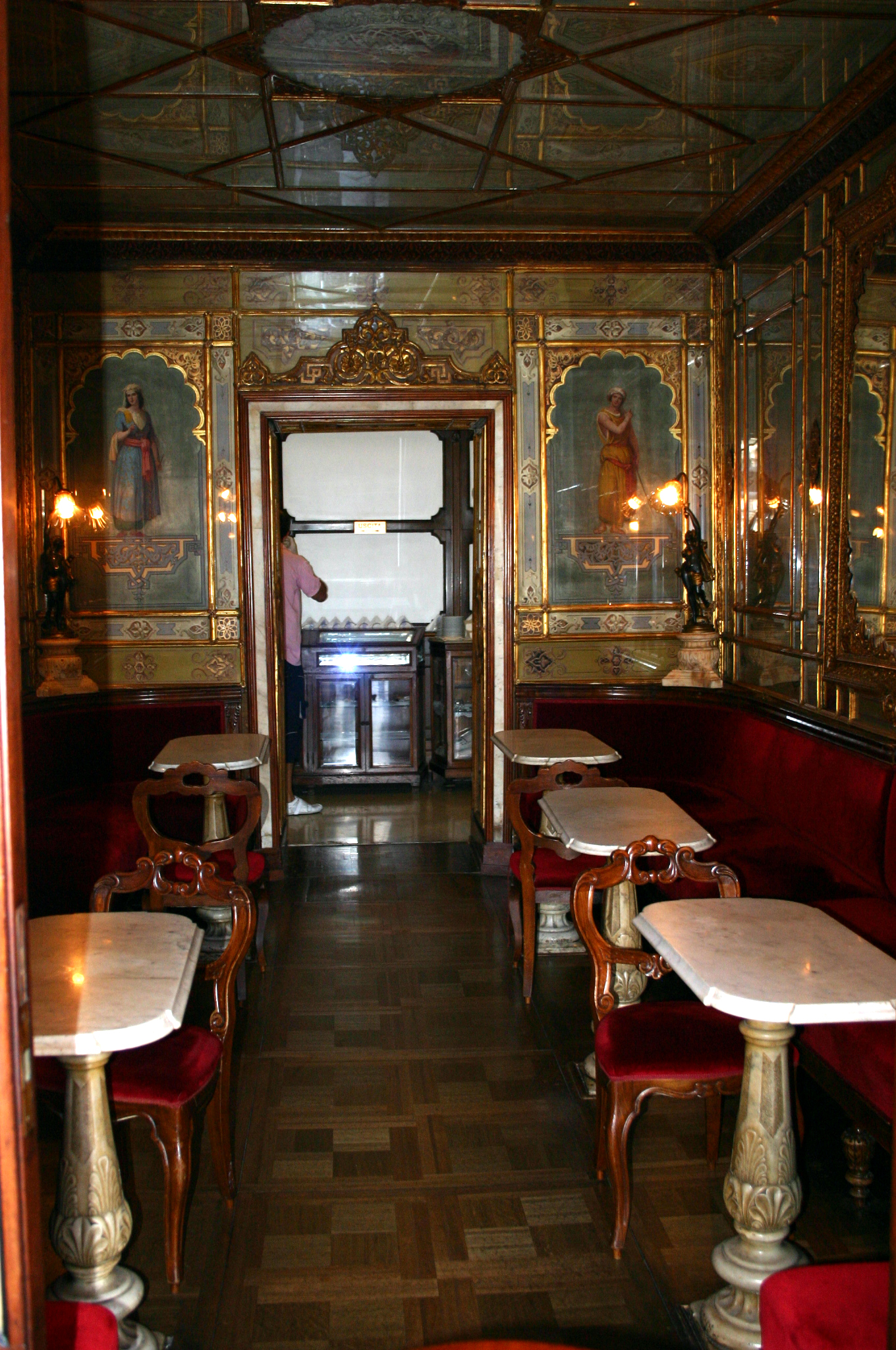
内装
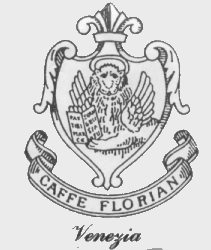
エンブレム
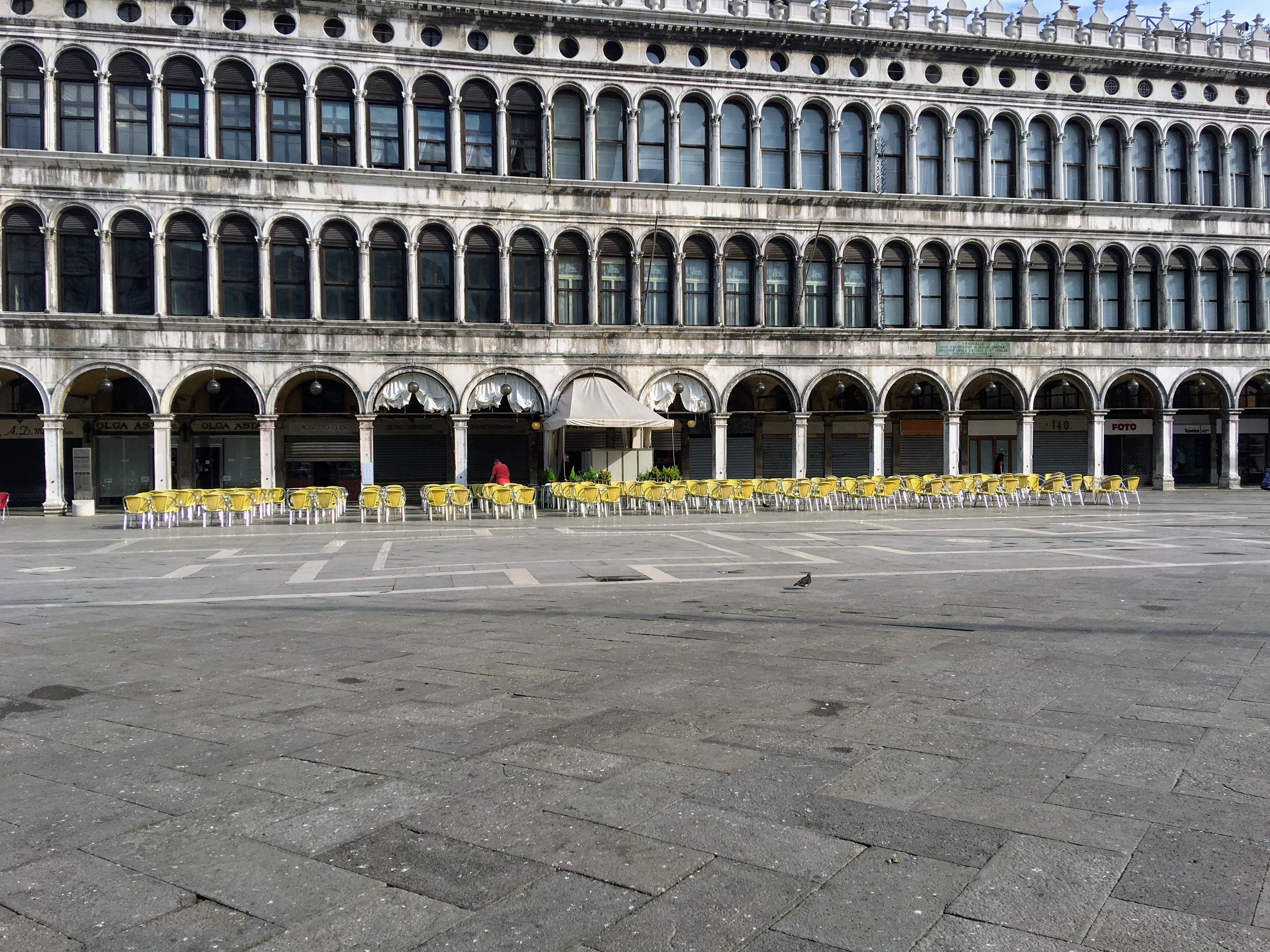
Caffè Florian